# Lanceonotus taurinus
Lanceonotus taurinus är en insektsart som beskrevs av Capener 1972. Lanceonotus taurinus ingår i släktet Lanceonotus och familjen hornstritar. Inga underarter finns listade i Catalogue of Life.